# لیودمیلا شوچنکو
لیودمیلا شوچنکو (انگلیسی: Lyudmyla Shevchenko؛ زادهٔ ۴ فوریهٔ ۱۹۷۰) بازیکن هندبال اهل اوکراین است.